# کارینی
کارینی (به ایتالیایی: Carini) یک کومونه در ایتالیا است که در استان پالرمو واقع شده‌است.

## نگارخانه

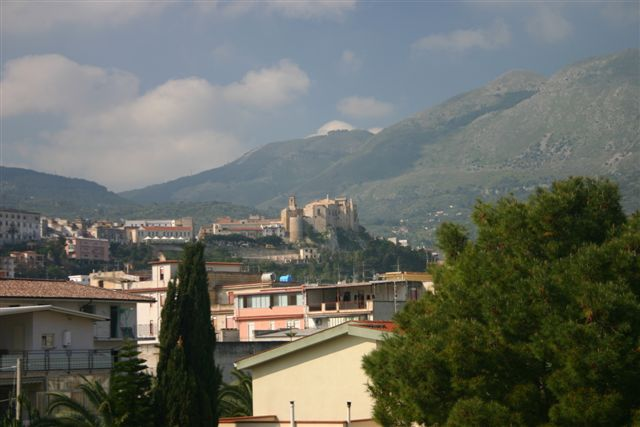
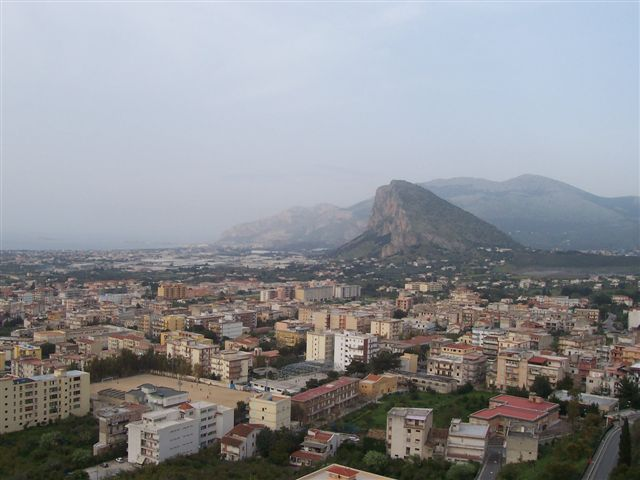
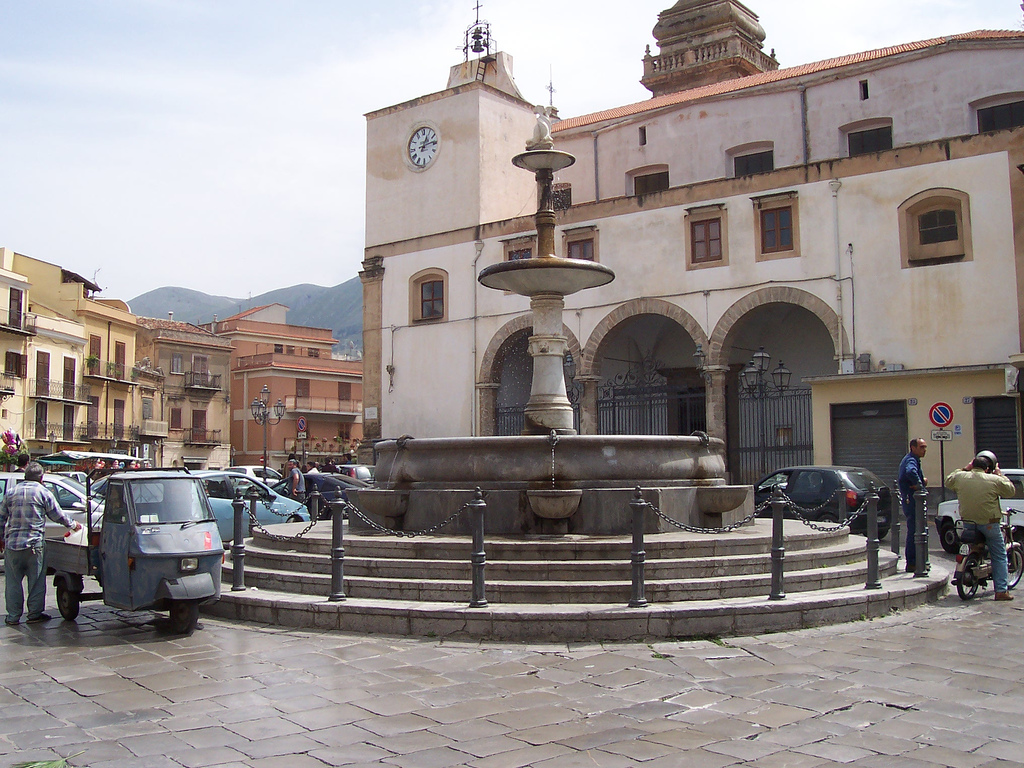

## خصوصیات
کارینی ۳۸٬۰۰۰ نفر جمعیت دارد.